# La Grange (canción)
«La Grange» es una canción de la banda estadounidense de blues rock y hard rock ZZ Top, publicado en 1973 como sencillo a través de London Records e incluida como la octava pista en el disco Tres Hombres. Fue escrita por Billy Gibbons, Dusty Hill y Frank Beard, cuya letra trata sobre el burdel Chicken Ranch ubicado a las afueras de la ciudad de La Grange (Texas), de donde toma su nombre. Cabe señalar que este mismo burdel es también el tema principal de la obra de Broadway, The Best Little Whorehouse in Texas. Por otro lado, el 5 de septiembre de 2015 la banda tocó por primera vez la canción en la ciudad de La Grange, en el marco de la feria del condado de Fayette.
Alcanzó el puesto 41 en la lista Billboard Hot 100 de los Estados Unidos, convirtiéndose en su primer top 50 de su carrera. Por su parte, es una de sus canciones más populares y una de las más conocidas de su repertorio de los setenta. Su popularidad ha sido tal, que tras su publicación se ha incluido en videojuegos, series de televisión y películas, como también ha sido versionada por diferentes agrupaciones.
En 2005 la revista Q la situó en el puesto 92 de las 100 grandes pistas de guitarra. Mientras que Rolling Stone la colocó en el puesto 74 de su lista 100 grandes canciones de guitarra de todos los tiempos. Además, esta misma revista la denominó de manera coloquial como «un estándar para que los guitarristas muestren sus chuletas».

## Versiones y otras apariciones
Con el pasar de los años ha sido versionado por varias bandas y artistas, ya sea para sus propias producciones como en conciertos en vivo, como por ejemplo Tracy Byrd, Molotov, Phish, El Tri, Hank Williams Jr., Vinnie Moore y Blues Traveler, entre otros. También se ha usado en bandas sonoras de algunas películas como Armageddon, Shanghai Noon, The Dukes of Hazzard, Man of the House y Striptease, y en los avances de Planet 51, El tesoro del Amazonas y Home on the Range. A su vez, se ha incluido en los videojuegos Forza Motorsport, NASCAR The Game: 2011, Guitar Hero III: Legends of Rock y Guitar Hero: On Tour, en series de televisión como Bad Monkey, South Park, The Blacklist, The Continental: From the World of John Wick y Bones, y en comerciales como los hechos por la fábrica de jeans, Wrangler.

## Demanda por supuesto plagio
En 1992 el compositor Bernie Besman demandó a la banda por supuesto plagio en el riff con su canción de 1948 «Boogie Chillen'», interpretada por el artista de blues, John Lee Hooker. A pesar de ser similares pero no iguales, la corte determinó que la canción era de dominio público, por ende no realizó cargos contra los ZZ Top. Sin embargo, Gibbons desde siempre ha reconocido que la música de la canción estaba basada en «Boogie Chillen'».

## Lista de canciones
| N.º | Título          | Escritor(es)         | Duración |  |
| 1.  | «La Grange»     | Gibbons, Hill, Beard | 3:52     |  |
| 2.  | «Just Got Paid» | Gibbons, Hill, Ham   | 4:49     |  |

## Certificaciones
| País          | Organismo certificador | Certificación | Ventas certificadas | Ref.   |
| ------------- | ---------------------- | ------------- | ------------------- | ------ |
| España        | PROMUSICAE             | Platino       | 60 000              | [ 9 ]  |
| Francia       | SNEP                   | Oro           | 100 000             | [ 10 ] |
| Italia        | FIMI                   | Oro           | 25 000              | [ 11 ] |
| Nueva Zelanda | Recorded Music NZ      | 2x Platino    | 60 000              | [ 12 ] |
| Reino Unido   | BPI                    | Oro           | 400 000             | [ 13 ] |

## Músicos
- Billy Gibbons: voz y guitarra eléctrica
- Dusty Hill: bajo
- Frank Beard: batería